# 福井爽人
福井 爽人 (ふくい さわと、1937年9月20日 - )は、日本画家。平山郁夫門下。北海道旭川市生まれ、小樽市育ち。

## 来歴
旭川市新町で福井貞一・チエの長男として生まれる。1939年より小樽市潮見台、1954年より琴似町字東牧場に住む。
北海道小樽潮陵高等学校から北海道札幌北高等学校に転入して卒業後、日本大学芸術学部に進学するが、東京芸術大学助手だった平山郁夫との出会いから芸大進学を決意。1961年に東京芸術大学美術学部日本画専攻に進学。芸大時代はボクシング部に所属するなどスポーツマンだった。同大学院修士課程修了後、芸大助手となり法隆寺金堂壁画再現模写に参加。1973年、イタリア初期ルネサンス壁画調査団員として初渡欧。1983年日本美術院同人、2002年に理事。
1991年から母校の日本画科教授を務め、2005年に退官、名誉教授。

## 人物
- 1980年代より中国・インドなどを度々旅行、静かで穏やかな東洋の美を追い続ける。
- 代表作に｢桜島｣｢古陽｣｢夜のオアシス｣｢秋影｣｢城下｣など。
- 俳優、歌手である梅沢富美男は従弟にあたる。

## 受賞
- 1969年 第54回院展奨励賞
- 1970年 第55回院展奨励賞
- 1971年 第56回院展奨励賞
- 1978年 第63回院展奨励賞
- 1979年 第64回院展奨励賞
- 1980年 第65回院展奨励賞
- 1981年 第66回院展奨励賞
- 1982年 第67回院展日本美術院賞
- 1983年 第68回院展日本美術院賞
- 1991年 第76回院展内閣総理大臣賞
- 1993年 第78回院展文部大臣賞